# Aphodius sikkimensis
Aphodius sikkimensis là một loài bọ cánh cứng trong họ Scarabaeidae. Loài này được Balthasar miêu tả khoa học năm 1965.